# Berggeistweiher
Der Berggeistweiher (auch Berggeistsee sowie im Volksmund Tonweiher) befindet sich auf dem Gebiet der Stadt Brühl im Rhein-Erft-Kreis und grenzt an das Gebiet der Ortschaft Walberberg der Stadt Bornheim im Rhein-Sieg-Kreis in Nordrhein-Westfalen.
Er ist vollständig von Wäldern umgeben, als Naturschutzgebiet ausgewiesen und liegt 137 Meter hoch auf der Ville am südlichen Stadtrand von Brühl, unweit der nördlich verlaufenden Autobahn 553 sowie südöstlich der Autobahnanschlussstelle Brühl-Süd. Der Berggeistweiher ist regional bekannt, da an ihm die gleichnamige Berggeiststraße verläuft, an welcher sich 300 Meter nördlich des Weihers der Freizeitpark Phantasialand befindet (Berggeiststraße 31–41).

## Bedeutung
Der See ist bei der Renaturierung der Grube Berggeist entstanden. Teile des Sees und des umliegenden Geländes sind als Naturschutzgebiet ausgewiesen. Das 3,7 ha große Gebiet im Westen unter der Kennung BM-024 befindet sich im Rhein-Erft-Kreis, das 10,5 ha große Gebiet im Süden unter der Kennung SU-010 im Rhein-Sieg-Kreis. Um den Naturschutz zu erhalten, wird ab August 2023 der Pfad am Südufer gesperrt und zurückgebaut.